# Mitroúsi
Mitroúsi, en grec moderne : Μητρούσι, est un village et un ancien dème du district régional de Serrès, en Macédoine-Centrale, Grèce. Depuis 2010, il est fusionné au sein du dème de Serrès. 
L'ancien nom du village était Chomóndos, (Χομόνδος). Il est rebaptisé en l'honneur de Dimítrios Gongolákis (el), surnommé capitaine Mitroúsi (Καπετάν Μητρούσης), chef macédonien originaire de Chomóndos, tué au combat.
Selon le recensement de 2011, la population du dème compte 5 325 habitants tandis que celle du village s'élève à 1 479 habitants.